# Partij voor Nederland
Die Partij voor Nederland (PvN; deutsch Partei für die Niederlande) war eine niederländische Partei.

## Geschichte
Die Partei wurde 2006 von Hilbrand Nawijn gegründet, der im Kabinett Balkenende I für die Lijst Pim Fortuyn (LPF) Integrationsminister gewesen war, jedoch 2005 seine Partei verlassen hatte und daraufhin als Fraktionsloser im niederländischen Unterhaus verweilte. Der vormalige LPF-Fraktionsvorsitzende Gerard van As schloss sich kurzzeitig der neuen Partei an, gab jedoch bereits im September 2006 bekannt, die Partei wieder verlassen zu haben. Nawijn hatte van As keinen vorderen Listenplatz einräumen wollen, während van As im Zusammenhang mit seinem Weggang bekundete, bereits zuvor Nawijn mitgeteilt zu haben, dass er nie einen Listenplatz angestrebt habe. Des Weiteren hatte van As auch Schwierigkeiten mit der Zusammenarbeit der PvN mit dem oft als fremdenfeindlich bezeichneten Vlaams Belang, einer flämischen Partei.
Ein Ziel der PvN war ein Zusammenschluss mit anderen Kleinparteien, dieser folgte auf föderaler Ebene mit ONS Nederland, Nederland Transparant und Nederland Mobiel. Der Vorsitzende von ONS Nederland, Berthoo Lammers, erhielt den zweiten Listenplatz. Bei den Parlamentswahlen von 2006 war die Partei jedoch erfolglos, mit 5.010 Stimmen (0,1 %) wurde der Einzug ins niederländische Unterhaus deutlich verfehlt. Seit der Parlamentswahl war von der PvN kaum noch etwas zu vernehmen, bei den Provinzwahlen von 2007 trat sie nicht mehr an. Die Website erhielt keine Aktualisierungen mehr und wurde 2008 endgültig vom Netz genommen.

## Parteiprogramm
Die PvN war besonders in der Integrationspolitik klar als Erbin der LPF erkenntlich. Neben einem erhöhten Integrationsdruck sprach sich die Partei auch für die Abschaffung eines gesonderten islamischen Unterrichts sowie den Stopp des Baus weiterer Moscheen aus. Während die Partei für eine konsequente Abschiebung von kriminellen Ausländern eintrat, war sie wiederum für die Gleichstellung von Allochthonen und Autochthonen.
Die Zahl der Beamten sollte nach dem Willen der PvN gesenkt und die Bürokratie zurückgedrängt werden. Die Partei sprach sich für weitere Steuersenkungen und einen kostenlosen öffentlichen Verkehr aus. Die PvN gehörte zu den Parteien, die eine soziale Dienstpflicht befürworten (seit 1997 ist in den Niederlanden der Wehrdienst für Friedenszeiten ausgesetzt, wodurch das gleiche auch für den ersatzweisen Zivildienst gilt).
In strafrechtlichen Belangen war die PvN gegen eine vorzeitige Haftentlassung und Hafturlaub bei Sicherungsverwahrung. In der Gesundheitspolitik sprach sich die Partei für die Abschaffung von gesonderten Pflegeheimen und deren Integration in Altenheime aus.

## Ergebnisse bei nationalen Wahlen
| Jahr | Stimmen | Prozent | +/- | Sitze | +/- |
| ---- | ------- | ------- | --- | ----- | --- |
| 2006 | 5.010   | 0,1 %   |     | 0     |     |